# 雨燕之塔
《雨燕之塔》(Wieża Jaskółki) 是波兰奇幻作家安杰伊·萨普科夫斯基的《猎魔人》系列中第四部长篇小说，1997年由SuperNowa出版。

## 情节
一名隐居在沼泽里的老人维索戈塔发现了受伤昏迷的希里，并给她做了手术。醒来后，希里对老人讲述了她的遭遇：几个月前，她听说尼弗伽德皇帝将要和一名冒充她的女孩（假希里）结婚，感到非常愤怒。之后“耗子帮”遭到赏金猎人邦纳特追杀，除她以外的成员都被杀死，她则被带到竞技场，被迫为生存而战。邦纳特的雇主是尼弗伽德帝国的皇家验尸官史凯伦，史凯伦想要除掉希里，但邦纳特另有打算。之后希里设法逃脱，但史凯伦扔出飞镖击伤了她，在她脸上留下了伤痕。
老人告诉希里附近的镇子里有史凯伦的手下，所以希里离开了老人的小屋。不久，老人死于心脏病。希里穿上老人的女儿留下的溜冰鞋，把追兵引到冰封的湖面上，并从浓雾中发起袭击。追兵陷入恐慌，法师里恩斯等人被杀死，就在邦纳特将要追上希里时，雨燕之塔出现在浓雾中，希里进入塔后被传送到另一个世界，一名精灵在那里等她。
在几个月之前，叶奈法找了一艘船前往赛德纳海沟，想要找威戈佛特兹复仇，但是被他抓住。威戈佛特兹对叶奈法使用了移情探针，想要找出希里的下落，然而意外找到了杰洛特的下落。威戈佛特兹的的一名手下半精灵斯奇鲁自告奋勇去追杀杰洛特，另一名手下里恩斯去找希里。
杰洛特等人和米薇女王的军队短暂同行后，因为目的地不同而分开。之后，他救了一名叫安古蓝的金发女孩，并让她加入了队伍。安古蓝是一个以“夜莺”斯特拉根为首领的匪帮的成员，该匪帮在斯奇鲁的指挥下，想要干掉杰洛特一行人。

## 改编
电视剧《猎魔人》第四季有部分剧情以书中故事为基础。